# Ignacio Piatti
Ignacio Piatti (* 4. Februar 1985 in General Baldissera) ist ein ehemaliger argentinischer Fußballspieler, der als Stürmer eingesetzt wurde. 

## Werdegang
Ignacio Piatti begann seine Karriere bei Jugendmannschaften in General Baldissera, unter anderem beim Club Mitre de General Baldissera. Im Januar 2002 wechselte Piatti aus der U19 der Newell’s Old Boys in die U19 von AS Rom. In Italien hielt es ihn nur bis Sommer 2002, dann wechselte er zur U21 von Galatasaray Istanbul.
2003 zog es ihn dann zurück in die Heimat zu CA Talleres. Ein halbes Jahr später wechselte er zu den Chacarita Juniors, für die er bis 2006 aktiv war.
Im Jahr 2006 wechselte Piatti in den französischen Profifußball und wurde vom AS Saint-Étienne verpflichtet. Bei Étienne kam er allerdings nicht über die Rolle des Ergänzungsspielers hinaus. Piatti verließ Europa nach einem halben Jahr schon wieder und schloss sich dem chilenischen Erstligisten Unión San Felipe an.
Nach einem Monat in Chile wurde Piatti im Februar 2007 für 1,5 Jahre in sein Heimatland zu Copa Libertadores Teilnehmer Club de Gimnasia y Esgrima La Plata. In seiner Zeit
Nach seiner Leihe zu Gimnasia LP kehrte er 2009 nach Chile zurück, wo er aber nur einen Monat verweilte und dann wieder für ein Jahr zu Club Atletico Independiente zurückkehrte. Dort traf er in 35 Spielen achtmal und legte weitere vier Treffer vor.
Nach seiner erneuten Rückkehr im Sommer 2010 wechselte Piatti für 2,5 Millionen € erneut nach Europa. Dieses Mal schloss er sich dem italienischen US Lecce an. Für Lecce war er in den Saisons 2010/11 und 2011/12 aktiv, bis er wiederum nach Argentinien wechselte und sich ab Juli 2012 San Lorenzo de Almagro anschloss. Bei San Lorenzo blieb er bis August 2014. In 53 Ligaspielen erzielte er insgesamt zwölf Tore.
Im August 2014 wechselte Piatti in die nordamerikanische Major League Soccer und schloss sich dem kanadischen Franchise Montreal Impact an. Sein erstes Spiel in der MLS spielte Piatti am 16. August 2014 gegen Chicago Fire. Insgesamt vertrat er Montreal 163 mal. Er traf 79 mal und legte 39 mal auf.
Nach sechs Jahren MLS verabschiedete sich Piatti 2020 zurück in seine Heimat zu seinem Ex-Klub CA San Lorenzo. Ein weiteres Jahr später verließ er auch San Lorenzo und schloss sich Racing Club an. Dort beendete er 2021 seine Karriere.

## Erfolge

### Montreal Impact
- Kanadischer Pokalsieger: 2018/19

### Club Atlético San Lorenzo de Almagro
- Copa-Libertadores-Sieger: 2013/14